# 100 jaar zesdaagse
100 jaar zesdaagse is een driedelige sportdocumentaire over de geschiedenis van de Zesdaagse van Gent. De serie werd uitgezonden in 2022.

## Inhoud
In de eerste aflevering gaat het over de geschiedenis en de bouw van het Kuipke. Daarnaast komen ook aan bod: het afscheid van Kenny De Ketele die in 2021 zijn laatste editie reed, en ook Iljo Keisse komt aan het woord. Ook vertelt Bradley Wiggins over zijn vader en zijn connectie met de Zesdaagse van Gent. In de tweede aflevering gaat het over het ongelukkige overlijden van Isaac Gálvez in 2006. In de derde aflevering gaat het over een zware brand die het Kuipke verwoest in 1962 en de wederopbouw en vorming met grote rol voor Patrick Sercu. Ook een legendarische editie van 1989 komt aan bod toen een verrassend thuisduo toch nog op de laatste dag won. Ook oud-wielrenner Willy Debosscher vertelt over zijn tijd als pistier.

## Gasten
Renners: Kenny De Ketele, Iljo Keisse, Bradley Wiggins, Michel Vaarten, Etienne De Wilde, Stan Tourné, Juan Llaneras, Willy Debosscher
Andere: Eddy Verbust, Freddy De Geest, Carine Van Laere, Roger De Maertelaere, Nico Impens, Paco Gálvez, Débora Gálvez

## Afleveringen
| Afl. | Titel                                                                | Uitzending      | Kijkcijfers |
| ---- | -------------------------------------------------------------------- | --------------- | ----------- |
| 1.   | Kenny De Ketele bereidt zich voor op zijn laatste Zesdaagse van Gent | 25 oktober 2022 | 198.108     |
| 2.   | In 2006 verongelukt Isaac Gálvez na een zware valpartij in 't Kuipke | 1 november 2022 | 245.078     |
| 3.   | In 1962 staat 't Kuipke letterlijk in brand                          | 8 november 2022 | 193.366     |